# 珠海广电报
《珠海广电报》（国内统一刊号：CN44-0181/03），全称《珠海广播电视报》，是珠海的综合性城市周报，现由南方声屏报珠海分社出版，由珠海广播电视台主管及负责发行。于1993年3月19日创刊，每周三出版，并于每周四发行。该报曾多次更名，直至2013年更为现名。截至2015年累计出版共1130期。